# Hun Jiang
Hun Jiang är ett vattendrag i Kina. Det ligger i den östra delen av landet, 800 km öster om huvudstaden Peking.